# Euphorbia espinosa

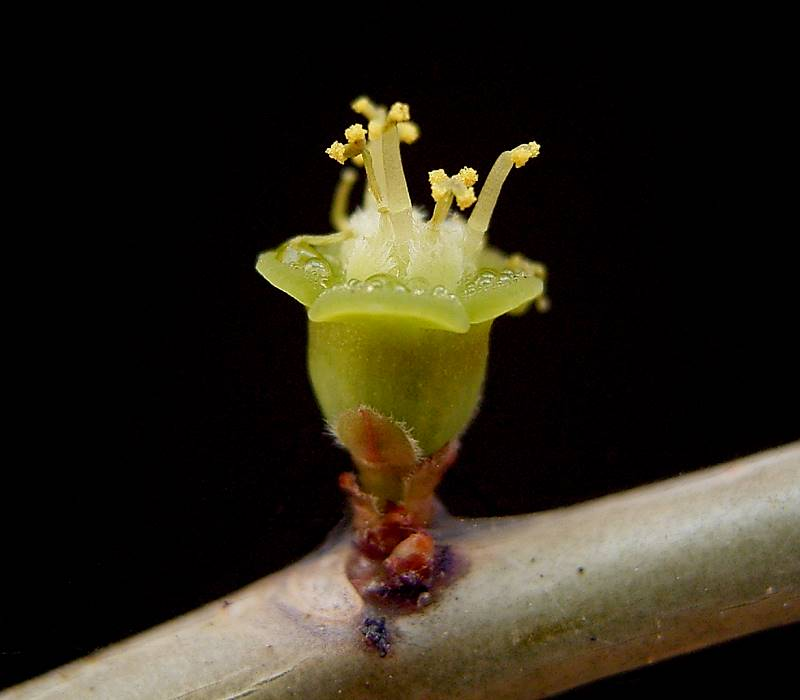
Einzelne Blüte

Euphorbia espinosa ist eine Pflanzenart aus der Gattung Wolfsmilch (Euphorbia) in der Familie der Wolfsmilchgewächse (Euphorbiaceae).

## Beschreibung
Die nicht sukkulente Euphorbia espinosa bildet xerophytische, verholzende Sträucher mit einer Wuchshöhe von bis zu 2 Meter aus, die gelegentlich spreizklimmend sind. Die jungen Triebe sind behaart. Die elliptischen Blätter werden bis 4,5 Zentimeter lang und 2,5 Zentimeter breit. Sie sind 1 Zentimeter lang gestielt. Die Nebenblätter sind mit Drüsen besetzt und rötlich gefärbt.
Der cymöse Blütenstand besteht aus einem einzelnen und nahezu sitzenden Cyathium. Die 2 Millimeter großen Tragblätter sind trockenhäutig und die Cyathien erreichen einen Durchmesser von 5 Millimeter. Es werden fünf elliptische und gelbliche Nektardrüsen ausgebildet, die etwa 1,5 Millimeter breit und 2,5 Millimeter lang sind. Die deutlich dreilappige Frucht wird bis 8,5 Millimeter lang und 10 Millimeter breit. Sie steht an einem 1 Zentimeter langen Stiel und ist purpurgrün gefärbt. Der eiförmige und leicht zusammengedrückte Samen wird etwa 5,5 Millimeter lang und 4,5 Millimeter breit. Er hat eine glatte Oberfläche und besitzt ein 2,5 Millimeter breites Anhängsel.

## Verbreitung und Systematik
Euphorbia espinosa ist in Kenia, Tansania, Malawi, Sambia und in Simbabwe in verbuschten Gebieten mit Akazienbestand in Höhenlagen von 500 bis 1500 Meter verbreitet.
Die Erstbeschreibung der Art erfolgte 1894 durch Ferdinand Albin Pax. Als Synonym zu dieser Art gilt Euphorbia gynophora Pax (1904).